# سایمون هیسک ها
سایمون هیسک‌ها (انگلیسی: Simon Hiscocks؛ زادهٔ ۲۱ may ۱۹۷۳ (۵۱ سال)) قایقران اهل بریتانیا است.